# モノレールの一覧
モノレールの一覧（モノレールのいちらん）は、モノレールを国別に列挙したものである。

## 日本
現存するモノレール
- 千葉都市モノレール
  - 1号線 懸垂式（サフェージュ式） 軌道 3.2km
  - 2号線 懸垂式（サフェージュ式） 軌道 12.0km

- 舞浜リゾートライン
  - ディズニーリゾートライン 跨座式（日本跨座式） 鉄道 5.0km

- 東京モノレール
  - モノレール羽田空港線 跨座式（アルウェーグ式） 鉄道 17.8km

- 多摩都市モノレール
  - 多摩都市モノレール線 跨座式（日本跨座式） 軌道 16.0km

- 湘南モノレール
  - 江の島線 懸垂式（サフェージュ式） 鉄道 6.6km

- 大阪モノレール
  - 大阪モノレール線（本線） 跨座式（日本跨座式） 軌道 21.2km
  - 国際文化公園都市モノレール線（彩都線） 跨座式（日本跨座式） 軌道 6.8km

- 北九州高速鉄道
  - 小倉線 跨座式（日本跨座式） 軌道 8.8km

- 沖縄都市モノレール
  - 沖縄都市モノレール線（ゆいレール） 跨座式（日本跨座式） 軌道 17.0km

廃止・休止されたモノレール
- 小田急電鉄
  - 向ヶ丘遊園モノレール線 跨座式（ロッキード式） 鉄道 1.1km（2000年2月13日休止・2001年2月1日廃止）

- よみうりランド
  - よみうりランドモノレール 跨座式（アルウェーグ式） 鉄道 2.9km（1978年12月1日廃止）

- ドリーム開発（運行当時の旧称・ドリーム交通）
  - ドリームランド線（旧称・モノレール大船線） 跨座式（東芝式） 鉄道 5.3km（1967年9月23日休止・2003年9月18日廃止）

- 名古屋鉄道
  - モンキーパークモノレール線 跨座式（アルウェーグ式） 鉄道 1.2km（2008年12月28日廃止）

- 名古屋市交通局協力会
  - 東山公園モノレール 懸垂式（サフェージュ式） 鉄道 0.5km（1974年6月1日休止・同年12月18日廃止）

- 姫路市交通局（当時、組織廃止時・姫路市企業局交通事業部）
  - 姫路市交通局モノレール線 跨座式（ロッキード式） 鉄道 1.6km（1974年4月11日休止・1979年1月26日廃止）

- 東京都交通局
  - 上野懸垂線 懸垂式（上野式） 鉄道 0.3km（2019年11月1日休止・2023年12月27日廃止）

- スカイレールサービス
  - 広島短距離交通瀬野線 懸垂式（ロープ駆動懸垂式） 軌道 1.3km（2024年5月1日廃止）

## 大韓民国
- 大邱広域市
  - 大邱交通公社3号線 日本跨座式 23.95km
- 仁川広域市
  - 月尾海列車 跨座式 6.1km

## 香港
- 啓徳 (九龍東)
  - 九龍東モノレール（Environmentally Friendly Linkage System）（建設中）  跨座式 9 km

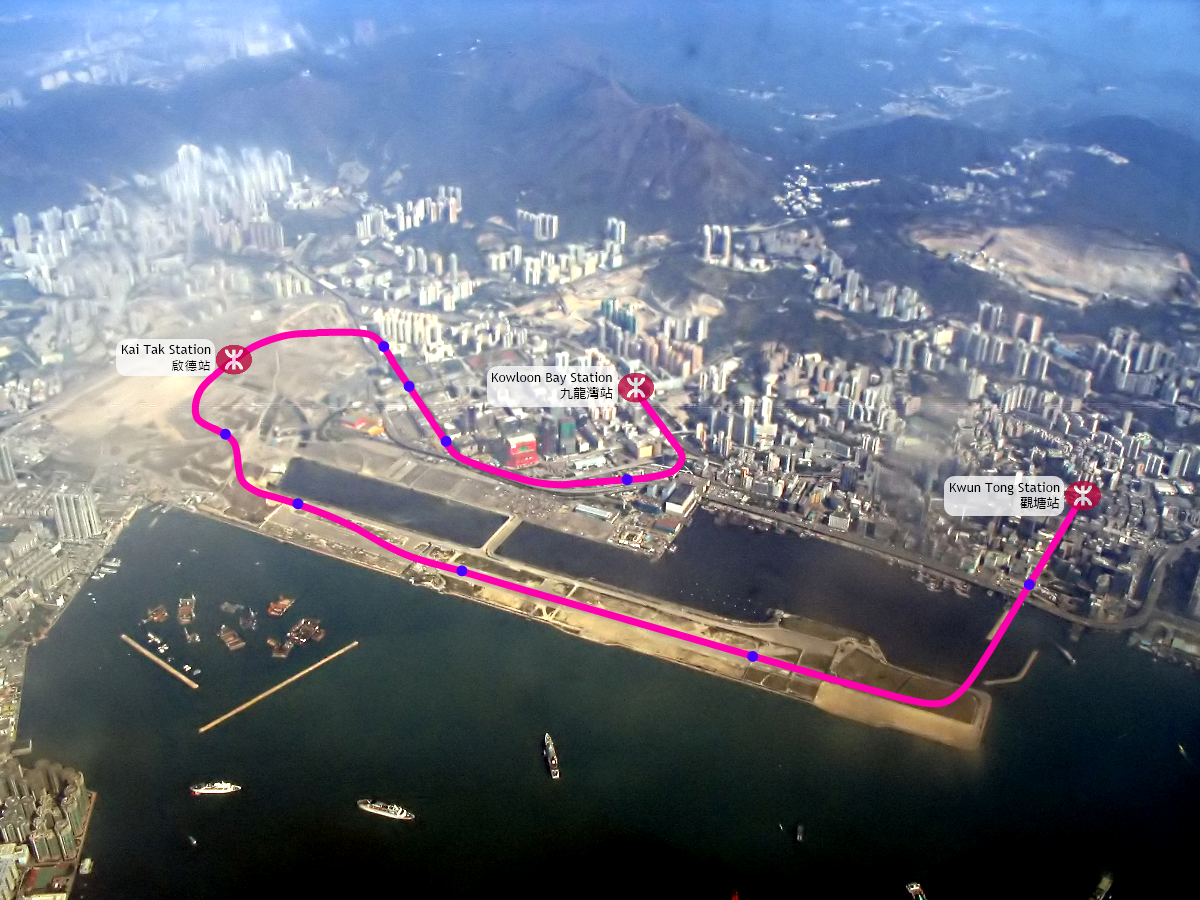
香港九龍東モノレール線路

## 中華人民共和国
- 重慶市
  - 重慶軌道交通2号線 日本跨座式 31.3km
  - 重慶軌道交通3号線 日本跨座式 67.09km
- 深圳市
  - 世界之窓モノレール 跨座式 1.7km
  - 歓楽幹線 跨座式 3.9km
- 西安市
  - 西安モノレール 跨座式 9.6km
- 蕪湖市
  - 蕪湖軌道交通1号線 跨座式 30.41km
  - 蕪湖軌道交通2号線 跨座式 32km
- 武漢市
  - 光谷モノレール（中国語版） 懸垂式 10.5km
- 銀川市
  - 銀川雲軌1号線  跨座式 5.67km

## タイ王国
- バンコク
  - イエローライン 跨座式 30.4km
  - ピンクライン 跨座式 34.5km

## マレーシア
- クアラルンプール
  - KLモノレール 跨座式 8.7km
- ムラカ（マラッカ）
  - ムラカ（マラッカ）・モノレール 跨座式 1.6km

## シンガポール
- シンガポール
  - セントーサ・エクスプレス 跨座式 2.1km（2007年1月15日開業）
  - セントーサ・モノレール 跨座式 6.4km（2005年3月16日廃止）

## インド
- ムンバイ
  - ムンバイ・モノレール（英語版） 跨座式 19.54km（部分開業）
- マーガオ
  - スカイバス・メトロ 懸垂式 1.6km（試作モノレール）

## イギリス
- チェスター
  - チェスター動物園モノレール 跨座式 1.5km
- ビューリー
  - 国立自動車博物館モノレール（ビューリー・モノレール） 跨座式 1.6km

## イタリア
- ボローニャ
  - マルコーニ・エクスプレス 跨座式 5.095km

## ドイツ
- ドレスデン
  - 空中鉄道ドレスデン 懸垂式 274m
- ドルトムント
  - H-Bahn 懸垂式 3km
- ヴッパータール

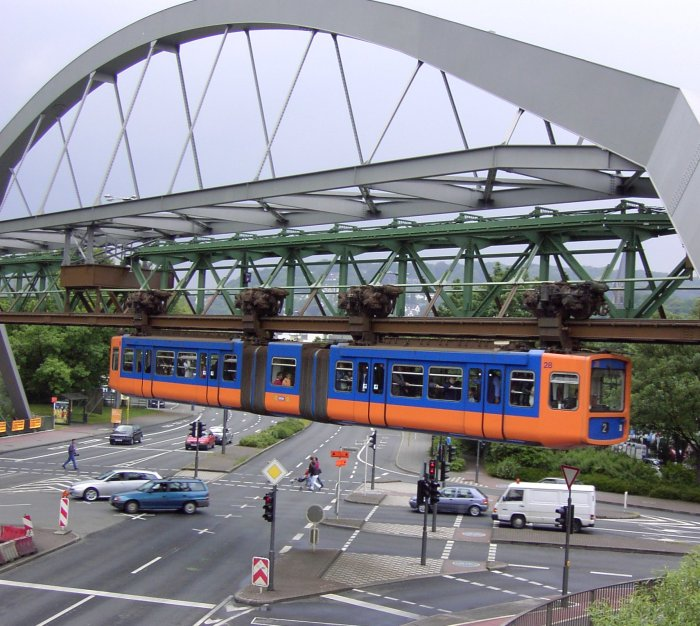
ヴッパータールの懸垂式モノレール

  - ヴッパータール空中鉄道 懸垂式 10km

## アイルランド
- リストウェル
  - Lartigue system ラルティグ式 不明

## ロシア
- モスクワ
  - モスクワモノレール 跨座式 4.7km

## アメリカ合衆国
現存するモノレール
- アナハイム
  - ディズニーランド・モノレール 跨座式 アルウェーグ式 4km

- アップルバレー
  - ミネソタ動物園モノレール 跨座式 不明

- ジャクソンビル
  - ジャクソンビル・スカイウェイ 跨座式 4km

- ラスベガス
  - ラスベガスモノレール 跨座式 6.3km

- オーランド
  - ウォルト・ディズニー・ワールド・モノレール・システム 跨座式 23.66km

- シアトル
  - シアトル・センター・モノレール 跨座式 1.6km

- メンフィス
  - メンフィス・サスペンション鉄道 懸垂式 518m

廃止・休止されたモノレール
- ダラス
  - トレイルブレイザー 懸垂式 490m（1964年廃止）

## カナダ
- モントリオール
  - Six Flags La Ronde（テーマパーク）モノレール 不明 不明

## ブラジル
現存するモノレール
- サンパウロ
  - サンパウロ地下鉄15号線 跨座式 2.9km（部分開業）

廃止・休止されたモノレール
- ポソス・デ・カルダス
  - ポソス・デ・カルダス・モノレール 跨座式 6km（2000年休止）

## オーストラリア
- ゴールドコースト
  - シー・ワールド・モノレール（英語版） 跨座式 2km
- ブロードビーチ
  - オアシス・モノレール 跨座式 不明
- シドニー
  - シドニーモノレール 跨座式 3.6km

## アラブ首長国連邦
- ドバイ
  - ジュメイラ・モノレール 跨座式 5.45km

## トルクメニスタン
- アシガバート
  - アシガバート・モノレール 跨座式 5.2km

## エジプト
- カイロ
  - カイロモノレール  96km（建設中）